# 법무법인 광장
법무법인(유) 광장(Lee & Ko)은 대한민국 대형 법무법인 중 하나이다. 하버드 로스쿨에서 J.D.(법무박사) 학위를 취득한 이태희 대표변호사가 1977년에 창립하여 2021년으로 44주년을 맞이했으며, 2005년 7월에 중국 북경에 사무소를 개설하였다.